# Valery Heussler
Valery Heussler (* 2. Februar 1920 in Basel; † 29. Januar 2007 in Elfingen) war eine Schweizer Malerin und Plastikerin.

## Leben

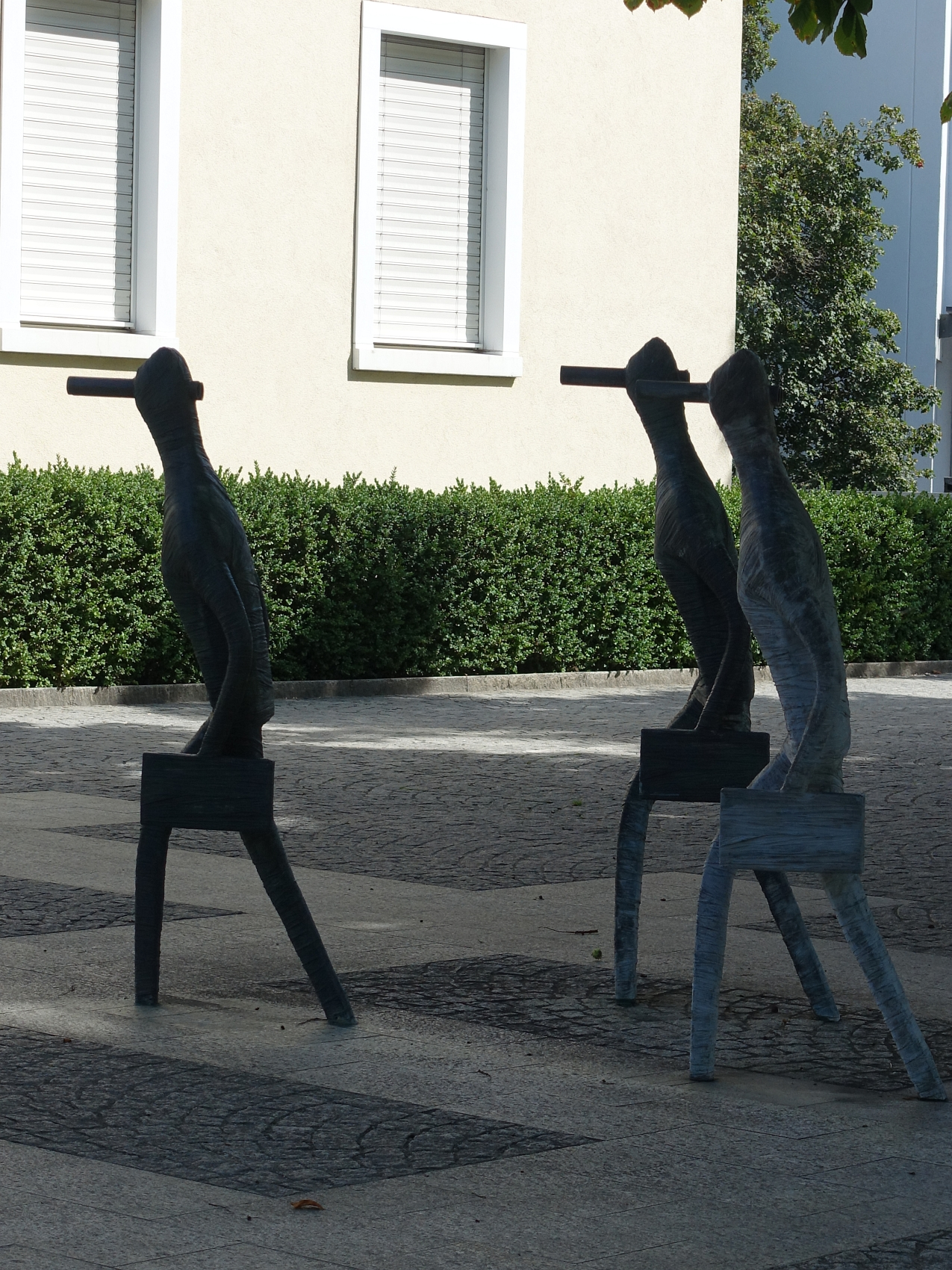
Skulptur Normalisierte Gesellschaftsmaschinen in Rheinfelden

Valery Heussler wurde am 2. Februar 1920 in Basel geboren. Ihr Vater war Schmied und betrieb eine Autoreparaturwerkstatt. Die Erfüllung ihres Kindheitswunsches, einen künstlerischen Beruf zu erlernen, wurde ihr vom Vater verwehrt und sie machte eine kaufmännische Ausbildung. Anfänglich als Bürokraft tätig, baute sie mit 19 Jahren zusammen mit dem Texter Fritz Friedmann die Reklamezentrale der Warenhausgruppe Maus Frères (heute Manor) in Basel auf. 
1941 kündigte sie die Stelle und besuchte die Mal- und Grafikklasse der Allgemeine Gewerbeschule Basel. In der Freizeit arbeitete sie als Grafikerin, um sich den Lebensunterhalt als Künstlerin zu verdienen. 1946 heiratete sie den Kunstmaler Alex Maier und trat später der Künstlervereinigung Kreis 48 bei, welche sie vor 1968 wieder verliess.
In den 60er Jahren wandte sie sich von der Malerei ab und der plastischen Gestaltung zu. Sie erlernte 1986–1987 an der Gewerbeschule die Kunst des Schmiedens, der Schlosserei und des Schweissens als handwerkliche Basis für ihre späteren Eisenplastiken. Der Erwerb eines Bauernhauses in Elfingen ermöglichte es ihr 1969 die Verwirklichung einer eigenen Werkstatt mit Schmiede.
1975–1978 war Valery Heussler Präsidentin der Basler Sektion der GSMBK (Schweizerische Gesellschaft Bildender Künstlerinnen). Bis zu ihrem Lebensende am 29. Januar 2007 lebte und arbeitete Valery Heussler in Elfingen.

## Werk

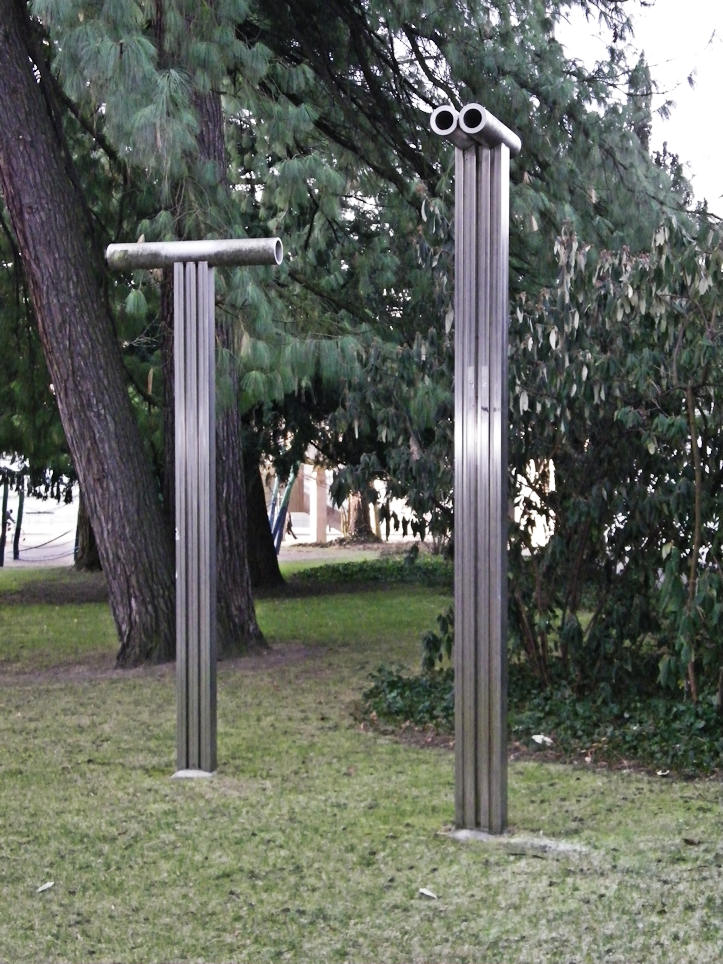
Augen- und Ohren-Menschen, Theodorsgraben-Anlage, Basel

Das Lebenswerk Valery Heusslers kann, sehr vereinfacht, in drei Perioden unterteilt werden: Die frühe Zeit der fantastischen Malerei bis Ende der 50er Jahre, die 60er Jahre mit einer Betonung von Zeichnung und Radierung und des Beginns kleinerer, plastischer Arbeiten, und die späte Periode beginnend ab etwa 1970 mit kleinen Eisen-Schmiedearbeiten und figurativen Bronze-Kleinplastiken. Diesen folgen ab 1980 lebensgrosse Eisenplastiken, umwickelt mit Stoffbändern oder aus blankem Chromstahl. Die Figuren wurden oft seriell neben- oder hintereinander angeordnet und lassen eine gesellschaftskritische Künstlerin erkennen.

## Werke (Auswahl)
im öffentlichen Raum
- Brot teilen. Metallplastik. Theodorsgrabenanlage, Basel.[2]
- Normalisierte Gesellschaftsmaschinen in Rheinfelden

## Publikationen
- Louis Wiesmann (Hrsg.): Siebzehn Basler Autoren: Gespräche – Proben aus ihrem Werke. Mit Porträtzeichnungen von Alex Maier und Valéry Heussler. Schwabe, Basel 1963.
- Alfred Bühler, Terry Barrow, Charles P. Mountford: Ozeanien und Australien. Die Kunst der Südsee. Mit 73 gezeichneten Illustrationen von Valery Heussler. Holle, Baden-Baden 1965.